# Ibrakuppe
Die Ibrakuppe ist ein 486,9 m ü. NHN hoher Basaltkegel etwa 1 km nordnordöstlich von Ibra, einem Ortsteil der Gemeinde Oberaula im nordhessischen Schwalm-Eder-Kreis. Der Spitzkegel, eine Quellkuppe, liegt in den Südausläufern des Knüllgebirges.
Von dem nahezu baumlosen, nur über Wanderwege erreichbaren, grob elliptischen Gipfel, der hoch über das umgebende Waldgebiet hinausragt, bietet sich eine weite Fernsicht in alle Himmelsrichtungen. Von Oberaula führt ein gut ausgeschilderter Rundweg, der „Ibrakuppenweg“, über Forstwege zur Ibrakuppe, von Kirchheim erreicht man sie über den „Kuppenweg“. Auf- und Abstieg zum und vom eigentlichen Gipfel sind steil und verlangen etwas Trittsicherheit, vor allem bei Nässe. Rund 100 m nördlich des eigentlichen Gipfels befindet sich eine Schutzhütte in einem ehemaligen Basaltsteinbruch (50° 50′ 4″ N, 9° 29′ 56″ O), und etwa 300 m südöstlich unterhalb des Gipfels befindet sich ein Rastplatz mit einer Picknick-Hütte beim sog. Kastanien-Dreieck (50° 49′ 55″ N, 9° 30′ 9″ O).